# Montagnella tordillensis
Montagnella tordillensis är en svampart som beskrevs av Speg. 1881. Montagnella tordillensis ingår i släktet Montagnella, klassen Dothideomycetes, divisionen sporsäcksvampar och riket svampar.   Inga underarter finns listade i Catalogue of Life.